# Afrikansk oxgroda
Afrikansk oxgroda (Pyxicephalus adspersus) är en grodart. Den är en av Afrikas största grodor.

## Utseende
Vuxna hannar av afrikansk oxgroda kan bli 23 cm eller längre medan honorna är mycket mindre. Detta skiljer afrikansk oxgroda från merparten grodor där honan vanligtvis är större än hannen. Huvudet är stort och munnen är stor nog att svälja en artfrände. En tå har en valk som är skarp och hård och används för att gräva. Den är olivgrön med mörkare åsar. Oxgrodhannar har en gul strupe och svalg medan honornas är gräddfärgade. Den har ett kraftigt läte som påminner om ljudet av en dov blåsbälg.

## Utbredning och ekologi
Afrikansk oxgroda är inhemsk i södra Afrika. Utbredningsområdet sträcker sig fran södra Kenya, Zambia och södra Angola till Sydafrika. Den lever i torra och semiarida livsmiljöer, som savanner, stäpper, buskland och halvöknar. Afrikanska oxgrodor tillbringar torrperioden under jorden. De går in i en lång viloperiod för att undvika sommarens hetta och torka. När regntiden kommer, samlas grodorna i grunda vattensamlingar för att leka. Den är mycket aggressiv.

## Afrikansk oxgroda som husdjur
Afrikansk oxgroda är lätt att ta hand om men den är aggressiv och kan orsaka allvarliga bitskador. På grund av dess aggressiva natur är det nödvändigt att grodorna hålls var för sig i ett enkelt och relativt litet terrarium. Grodorna är mestadels inaktiva, och tillbringar mycket av sin tid sittande i ett hörn. I terrariet bör man använda ett substrat av skumplast, skikt av löv, eller mossa. En stor skål vatten krävs också så att grodan kan bada, släppa avföring och ömsa skinn. Terrariet bör hållas vid en temperatur av 24° C, även om lägre temperaturer tolereras utan negativa följder. En daglig vattensprejning av grodan kommer att vara mycket uppskattad. 

### Matning
Att mata dessa grodor kan vara ganska knepigt. Trots storleken kan de hoppa längre än man tror. I sitt försök att ta maten kan grodan lätt råka bita utfodrarens hand, varför det är lämpligt att använda pincett eller tång när man sträcker fram maten.
Dessa grodor äter nästan vad som helst de kan få i munnen: bitar av magert rött kött, hel fisk, möss och stora insekter, maskar och andra ryggradslösa djur. De är kannibaler och bör hållas åtskilda utom under avel. Övergöd inte dessa grodor; fetma är ett allvarligt hot mot grodans hälsa. 
Det är inte ovanligt för en afrikansk oxgroda att leva 35 år eller mer.

## Hot
Flera exemplar fångas för köttes skull. Andra individer säljs som terrariedjur. Beståndet påverkas även av landskapsförändringar. IUCN listar arten som livskraftig (LC).